# 栃木・妻と知人殺害事件
栃木・妻と知人殺害事件（とちぎ・つまとちじんさつがいじけん）は、1988年から1989年にかけて2人が殺害された殺人事件。

## 概要
暴走族に加入してタバコの火を身体各部に押し付けるリンチの方法を身につけていた男Nは、別れた妻Cに復縁を求めるも拒否され、Cを逆恨みし頸部を圧迫して窒息死させ殺害した。1年後には知人男性Eと知り合ったがEを嗜虐癖の対象とし、Eに何日間にも渡る様々な残虐非道な暴行・虐待を行った末に、Eが死亡するかもしれないと認識しながら（未必の殺意）、Eを殺害した。CとEの遺体はNが父Aに遺棄させた。また、Nは本事件から5年以上逃亡生活を送り、逃亡中に出張ヘルスマッサージ業を営んで従業員になった男性Hおよび男性Iと知り合い、2人に様々な暴行を加え重傷を負わせた（こちらは殺意なし）。

## 死刑囚N

### Nの生い立ち
Nは1966年9月11日に父A、母Bの長男として出生した。母BはNが中学生の時に病死した。Nは小中学生の頃から自分勝手で暴力的な性向を示し、暴力をもって他人を意のままに操ろうとするようになり、中学3年生になるとその加虐的な暴力的性癖は父親であったAをも怯えさせるほどに深刻化した。
1982年の4月にNは県立高校に進学したもののわずか4、5ヶ月で退学処分を受け、その後県立農業高校に入学したがわずか3、4ヶ月で同様に退学処分を受けた（おそらくNの前記の暴力的性癖が原因と思われる）。

### 2度の保護観察とその後
高校退学処分を受けた後、Nはまだ未成年であったが道路交通法違反の非行を犯し、それにより宇都宮家庭裁判所栃木支部で1983年8月に保護観察処分を受けた。しかし、Nはその保護観察中に今度は毒物及び劇物取締法違反の非行を犯し、それにより同支部で1984年1月に再度の保護観察処分を受けた。
Nは再度の保護観察中、1984年9月26日に陸上自衛隊に入隊した。しかし、性格的に合わないとして1985年1月26日付けで除隊した。以降、Nはトラック運転手、工員、店員などの職を転々としていた。

### 連続傷害事件
職を転々としていたNは1986年3月4日、時速約100キロメートルの高速度で追い越そうとした際に対向車に気づき、あわてて急ハンドルを切り急ブレーキをかけたため自車を逸走させ、道路左側にいた者に対し加療約6ヶ月間を要する傷害を負わせるという業務上過失傷害事件を起こした（業務上過失傷害罪）。
また、Nは暴走族に加入し、たばこの火を爪・背中・首・頭・へそ・乳首・陰部などに押しつける悪質なリンチの方法を身につけ、前記の毒物及び劇物取締法違反による保護観察が終了した後である1986年10月14日には、走行中の普通自動車内で18歳の少年に対したばこの火を腕部に押しつけるとともにたばこのフィルター素材を手背部にのせ点火して、全治約3週間を要する傷害を負わせる事件を起こした（傷害罪）。そして同日にはN自身の自宅で別の19歳の少年にたばこのフィルター素材を手背部にのせ、点火して全治約3週間を要する傷害を負わせる事件を起こした（傷害罪）。
Nは、これらの事件（傷害罪2件および業務上過失傷害罪1件）を併せて、1987年2月3日に宇都宮地方裁判所栃木支部で懲役1年6月、3年間の保護観察付き執行猶予に処せられた。その執行猶予中に本事件（連続殺人事件）を犯すに至る。

## C殺害事件

### 事件に至るまで
Nは1988年5月頃、栃木県小山市で知り合ったCと急速に親密度を深めた。CはNを母親であるDに紹介し、同年6月にNは自宅を飛び出してきたCとともにNの自宅で同棲を始めた。そして同年8月3日にNとCは婚姻届を提出した。
Nは8月末に会社を辞め、9月からCとともにCの父Kが経営する土建業で働き始めたが、中旬には出勤しなくなった。Nは仕事ぶりや生活ぶりが不誠実な上、嫉妬深くて干渉がましく、果ては暴力に及ぶようになった。
Cは、1988年9月前後頃、友人のTに対し、電話で、「Nは最初のうちは優しくて、どこに行くにも一緒についてきたが、次第に被告人がついてくること自体が煩わしくなり、電話がかかってくると、男性からかかってくると思うらしくて、誰からかかってきたか追及みたいなことをするので、すごく煩わしい」と述べ、「長い棒のようなもので殴られた」などと、暴力被害を訴えていた。
また、Cは、1988年11月上旬頃、N宅を飛び出して実家に戻り、母Dに対して、「もう二度と栃木の家には帰らない。Cの行く所、Nがいつもついて回る。いつもそばにいてやりきれない。何を言っても嘘ばっかりで信用できない。別れる。向こうから電話がきても取り次がないでほしい」などと言っていた。

### 事件
Nは、Cに逃げ帰られた後も執拗にCを連れ戻そうとしていた。
Nは、Cを連れ戻すため、CがN宅を出た翌日以降、2、3日おきに合計4回の電話をし、これを受けたDは、2回目の電話まではCの不在を装ったものの、2回目の電話で、NがCが車の鍵と現金50万円を持って出たので困っていると言ったことから、Cにお金を持ってきていないことを確認した上で、「別れるんだったら金のことも含めて自分の口ではっきり言いなさい」とCに諭した。Nからの3回目の電話の際には、Cは、電話に出て、何回も別れたいという話をしたが、Nはこれに応じなかった。Dは、Cに対し、一応C自身が話したあと、父Kにも話してもらってけじめをつけたほうがよいと助言した。
4回目の電話の末、NはCを連れ出し、復縁を求めた。しかし、Cは当然のことながらこれを拒否したため、Nは、Cには他に男ができたものと確信して憤激し、小山市内又はその周辺において、C（当時18歳）を殺害しようと企てた。
そして、Nは、Cの頸部を圧迫し、窒息により死亡させて殺害した（判示第1・殺人罪）。

### 死体遺棄
Nは、父Aを通じて祖父（Aの父）の家にCの死体を埋めることを思いついた。
そしてNは、AにAの実家へ行くように頼み、Nが車を運転してAをAの実家まで連れて行った。Nはトランクを開けてAにCの死体を見せた上、「Cは男と関係ができたようだったので首を絞めて殺してしまった。ここに埋めさせてくれるよう、おじちゃん（Aの父のこと）に頼んでくれないか」と伝えた。
長男Nから死体遺棄を頼まれたAは、父に対し「Cが男と関係したようだったので、頭に来て首を絞めて殺してしまった」と伝え、実家にCの死体を埋めることの承諾を求めた。Aの父は渋々ながらもこれを了承した。
そして、NとAとAの父の3人は、Nの主導の下、Cの死体をAの実家の花壇に埋めた。なお、死体遺棄については公訴時効が成立していたため、起訴されていない。

## E殺害事件

### 事件に至るまで
男性Eは、東京都から栃木県内の工場に出向してきたものであったが、Cが殺害される前の1988年9月ごろにNと知り合った。 また、Nは、1989年2月頃、ナンパして知り合った女性の紹介で別の女性Jと交際を始めた。Cを殺害する前に、Nは、Jに対し「実は結婚していて離婚したいんだけど、離婚の手続ができない。Cは、男を作って逃げてしまったんだ。」などと話すこともあった。
NとJは2人でマンションやアパートに住んでいたが、EはNとJの住居を度々訪ねていた。しかし、Eはおとなしい性格でNに従順であったため、Nは、Eを自分の嗜虐癖の対象として扱うようになった。
Nは、Eに対し、炎天下、車のトランク内に閉じこめ熱射病様にさせたり、手拳やベルト、スプレー缶、フライパン等で殴打したり、足蹴りを加えたりしたばかりでなく、肛門へ棒を突き入れるような通常考えがたい蛮行をもしていた。浴室では、Jに「地獄のようだ」と表現させる苛烈で無慈悲な暴行をEに対し加え続け、絶食と過食の強要などもした。

### 事件
Eは上記の暴行・虐待により極度に衰弱後、片足を引きずることからけんけんで歩くようになった。Eは、Nによる暴行・虐待により、目の辺りが腫れ、顔に痣があったり、口が切れたりし、耳は最初赤い傷が悪化して青黒く腫れ穴が見えず餃子のような感じであった。両手のひらの皮は火傷のように全体的にむけ、肘の内側付近に丸くえぐれたようなどろっとした感じの傷があった。Nは、Eに対する嗜虐癖が止まらなかったため、Eに対しオキシドールをかけたり湿布のようなものをしたり軟膏を塗ったりした程度で病院には連れて行かなかった。
Nは、初めは、Eを押し入れに入れ、Nが外出するときは押し入れの入口を外からネクタイで縛って出られないようにし、排泄はごみ袋等でさせたが、もれて汚れることから浴室で寝かせるようになった。
Eは浴室の便座に座っていられる状態から、段々壁に寄りかかるようになり、口数も少なくなり、服が緩くなるほど痩せ、喉仏が目立ち、けんけんでも壁に手を当てないとふらつくようになり、普通に排泄もできなくなったため、被告人がおしめをさせた。被告人はEに食事を抜かせたり、逆に三合くらい炊いた米飯をジャーごと全部食べることを強要したりした。
Eを浴室に寝かすようにしていたとき、Eが夜中に台所で包丁を両手で胸の前に持ち、六畳間に刃先を向けて立っていたことがあった。Jが見付け、Nを起こすと、Nは、「何やってるんだ。」と叱り、Eは「出てたのでしまおうとしてたんです。」と弁解した。翌日、JがNに「包丁を持つぐらい恨んでるんじゃないの。もうこういうことはやめたほうがいいよ。」と忠告したが、Nは、Eを「なんかずるいことを考えているんだろう。」と責め、浴室で暴力を振るい、その暴力は、その後、それ以前にまして激しくなった。
その一週間後、Eが発熱したため、Nは、敷き布団一枚と毛布一枚とで布団に寝ることを許した。NはEに、ドリンク剤や解熱剤を与えたり氷で頭を冷やすなどの手当をした。
布団で寝かせ始めて2、3日目に、Eは生卵をかけたご飯が食べられるぐらいに回復したが、体力はなかった。Nは、Eに歩く練習をさせ、「壁に手をつくな。」「手を使って起きるな。」「病気の振りをするな。」などと言って、Eがふらつくと、最初からやり直させたり、浴室で折檻したりした。浴室の中でドンドンといういつもよりも大きい音がし浴室のドアがぎしぎし騒がしい音を立てていた。Eの衰弱を知っていたJは、このときはさすがに、浴室に止めに行った。Eは、浴室の中で仰向けで端のほうに押し寄せられ、Nは、足の裏で腹部を何回も蹴り付け、Eは身動きがとれない感じであった。Eの状態は上記暴行により更に悪化し、寝たきりになり、粥さえも喉を通らない極限の衰弱状態に陥らされた。
それからしばらくして、Eの衰弱状態を危惧したJが、Nに対し「病院に連れて行ったほうがいいんじゃないの。」と言ったが、NはEを病院に連れて行かなかった。その二、三日後の午前中、Nのパチンコ仲間がNを迎えに来てNが外出することになった。Nが不在のときはEを浴室に入れることになっていたため、Nが、Eを抱え起こした。Eは壁づたいにふらふらして力もなく浴室に入って行き、Nも浴室に入った。
そしてNは1989年11月ごろ、浴室内で、極度に衰弱していたEが命を落とすかもしれないと認識しながら、Eの死をも認容し、浴室内でEを殴打等して、Eが必死になって逃げ出すと、さらに背後から殴打し転倒させて死に至らせ、もって、E（当時26歳）を殺人の未必の故意を持って殺害した（判示第2・殺人罪）。

### 死体遺棄
EがNに殺害された後、Jが「死んじゃったんじゃないの、どうするの。」と尋ねると、Nは、「夜にならなきゃだめだ、俺は出掛ける約束をしてたので、行かなきゃ変に思うだろう。救急車や警察を呼ぶな、騒ぐな、おとなしく待ってろ。」「あ、時間が過ぎてる。」と言って、Eに毛布を掛けて出ていった。Jは、Eの腹部あたりを注視していたが全然動かないので怖くなり、Nが出掛けてから約五分後にバッグに自分の荷物を入れて鹿沼市の実家に帰った。しかし、2、3日後に、Nにうまく呼び戻されてしまった。
また、Nは自分の父Aに命じ、AとともにEの死体をAの実家に運び、Aがそこの敷地内に埋めた。

## 凶行後の余罪およびNの生活

### 証拠隠滅工作
Nは、上記の凶行（連続殺人及び死体遺棄）の後も、嫌がるAを時には小突きながら、死体を焼いて処分しろと執ように命じた。
Aはやむなく1990年7月ころ、Nの指示で埋没したCの白骨死体およびEの腐乱死体を掘り出し、自分の父（Nの祖父）の協力を得て、死体を焼却した上、破砕して再度埋没した。AがCとEの死体を掘り出したとき、Cの死体はすでにその肉を失い骨だけとなり、その骨はAが触ると人の形からバラバラに崩れていった。Eの死体はまだ肉が付いていて人の形としてつながってはいたものの、その肉は黒く腐り、腐臭を放っていた。
また、Nは、CがNに殺されたのではないかと疑うDの目をくらますために、2度にわたって栃木警察署に対しCが男と駆け落ちしたかのような偽りの家出人捜索願を提出し、E殺害の目撃者であるJが警察に行こうと言うや、「お前もお前の家族もばらばらにする」と脅迫し、殺されるかと思わせるほどの激しい暴行を加えて口を封じ、また、Eの生存を偽装するためEの印鑑登録証明書を入手してE名義の普通乗用自動車を廃車にし、さらにE名義のローンの返済を続けていた。

### 従業員に対する傷害事件
Nは逃亡生活を送る中、出張ヘルスマッサージ業を営み、神奈川県川崎市川崎区の建物をその拠点とした。ここでも、連続殺人を後悔も反省もすることなく、そればかりか、従業員に対してE殺害事件と同様の嗜虐性を露わにした。
Nは、1995年から1996年にかけて、従業員となった男性H（当時25歳）に対し、「絶対」と声を掛ければ、「服従」と言葉を返すよう強要して支配を強め、「爪ジュー」、「背ジュー」などと称して、手の爪や裸の背中に、たばこを吹かしながら火を押しつけたり、手や腕に、たばこのフィルターをほぐしたものを「癸」という漢字を模して乗せて火をつけ燃え尽きるまで置いたり、ライターの火で両乳首、両脇の下など外皮のうち敏感な部分までを焼いたり、浴槽の中に潜らせHが苦しくなって顔を出すと沸騰させた熱湯を頭からかけたりした。爪を煙草で焼かれると爪は軟らかくなり、体液が沸騰し音を出して噴き出した。
Nは、これらの暴行・虐待を平然と加え、時には「俺は熱いのが好きなんだ。」などと言いながら大笑いすらしていた。同じく従業員である男性IがHの治療をすると、Nは、余計なことをするなと言って、包帯をはぎ取ったりした。
また、Nは、Hに対し数ヶ月に渡り暴行・虐待を繰り返している途中の1995年12月30日ごろ、Hに命じて、I（当時29歳）の手の指の爪に煙草の火を押しつけさせ、背中等に火のついた煙草の先の部分を置かせた。
これらの暴行・虐待により、Hは全治不詳の熱傷の傷害を負い、起き上がることも寝返りもできない状況に追い込まれた。しかし、寒気がして震えが止まらないような状況のなか、Hは同僚によって救出された。ちなみにここでの「全治不詳」とは、NがHに対し一つの傷害が治癒する前に再び同一か所に暴行を加えて新しい傷害を負わせるという暴行を繰り返していたことなどにより、Hの個々の傷害の治療の期間の長短が不明であるという意味である。また、Iは、からくもNの事務所から逃走できたことにより、全治まで約5か月を要する左手中指・環指および背部熱傷等の傷害を負うにとどまった。

## 捜査
Jは、Nにうまく呼び戻されてしまったが、1990年2月、Nと住んでいたアパートを退去してNから逃れ、栃木県栃木市、同宇都宮市、同小山市、群馬県前橋市、北海道札幌市、神奈川県川崎市と転々とし、1996年5月28日、川崎市で警察に保護され、鹿沼市の実家に帰ることができた。
Nは、Jが保護される1週間前である1996年5月21日、川崎市内において、Iに対する傷害罪（判示第4）で逮捕され、2日後に勾留された。また同年6月11日には釈放されると同時にHに対する傷害罪（判示第3）で逮捕され、その2日後再び勾留され、同年6月28日にHとIに対する傷害罪で、横浜地方裁判所川崎支部に起訴された。
また、途中の1996年5月28日に川崎市内でJが保護されたことから、E殺害事件の捜査が進んでいたところ、同年6月14日から取調べが始まったNの父Aの供述により、Aの実家の庭にCとEの死体が埋められ、焼却されたことが発覚し、捜索の結果、Cの遺骨が発見されたが、Eの遺体は発見されなかった。Nは、同年7月4日にE殺害事件で逮捕され、勾留を経て、同年7月25日に宇都宮地方裁判所栃木支部に起訴された。更に、Nは、同年8月19日にC殺害事件で逮捕され、勾留を経て、同年9月9日に同支部に起訴された。

## 裁判
川崎支部と栃木支部の事件の審判は併合され、1996年10月29日に栃木支部において、初公判が開かれた。1999年3月10日に、各事件は宇都宮地方裁判所本庁に回付され、同年6月24日に宇都宮地方裁判所本庁での最初の公判である第29回公判が開かれた。
Nは、私選弁護人を選任し、HとIに対する傷害罪についてはほぼ認めたが、C事件については殺害行為を否認し、E事件についてはEに対する度重なる暴行・殺意・因果関係を争った。私選弁護人の選任、辞任について多少の出入りはあるが、1996年12月20日に私選弁護人全員が辞任した。そして1997年3月4日に国選弁護人3名が選任された。その間、被告人が国選弁護人全員に対する懲戒を申し立てるとともに解任も求めたため、国選弁護人らは解任を求めたが、宇都宮地方裁判所は解任しなかった。
Nは、第32回公判において、予定されていた弁護人による被告人質問に対し黙秘し、第35回公判、第36回公判では、弁護人の被告人質問に応じたが、第37回公判、第38回公判と被告人質問に応ずる意思のないことを明確にし、第41回公判から検察官による被告人質問が始まったが、第42回公判の審理が終了して裁判官退席後、法廷出口のガラスを破損し、第43回公判で、検察官による質問中、法廷の窓ガラスを損壊して、退廷命令を受けた。
2001年6月28日の論告求刑で宇都宮地方検察庁は、「被告人がCおよびEを殺害したとする関係者（AやJなど）の証言は信用性が高い」とした上で、「2件の殺人とも確定的殺意に基づくもので非人間的で凶悪。もはや矯正の可能性は全くない」と断罪し、被告人Nに対して死刑を求刑した。
同年9月25日の最終弁論で弁護側は、C殺害について「動機が明らかにされていない」と強調。「よりを戻そうとしたが断られたため殺害に及んだ」との検察側の主張に対しては、「2人は入籍したばかり。Nが強引に復縁を迫った証拠もなく関係が破たんしていたとは考えられない」と反論した。また、Cの遺体を遺棄した点は認めながらも、「遺棄したこと自体が、殺人の直接証拠になるわけではない」と指摘した。E殺害についても殺害の具体的な方法や動機が十分に立証されていないことなどを挙げた上で、Eが死亡した直後、Nがろうばいしていた点を指摘。「死を予期していなかったことが明らかであり、殺意はなかったことの表われだ」と主張した。さらに「死因も分かっておらず、起訴事実は全く成立しない」と指摘した。そして「殺意の立証が不十分。『疑わしきは罰せず』の原則に従えば、有罪になるだけの証拠が少なすぎる」として無罪を主張した。
同年12月18日に宇都宮地方裁判所（肥留間健一裁判長）で判決公判が開かれ、肥留間裁判長は被告人Nに死刑判決を言い渡した。肥留間健一裁判長はC殺害について、「Aの供述が公判段階で変遷し、捜査段階の供述も信用できない」とする弁護側の指摘を退け、「実の息子が殺人の大罪を犯した衝撃的な事実を知った経過などを具体的に述べ、被告人Nが『首を絞めた』などと言ったことを明確に断言していて、疑いを差し挟む余地はない」などとして「十分信用できる」と判断した。また、E殺害についても、NのEへの暴行には、Eを治療した医師の証言など客観的な裏付けがあり、同居していたJ自身が自分に不利な供述もしていることなどを理由に「信用性がある」とし、Nに未必的殺意があったと認定した。ただし、検察側の主張する確定的殺意については否定した。そして、「C殺害の態様は冷酷非情」「E殺害は人間の尊厳を踏み躙る異常残虐な犯行で、特にEが死亡するまでの最後の数日間はEの死をも認容し冷酷な心理状態のなかでEを殺害したものであり、確定的殺意に基づく計画的殺人の悪質さを上回る異常で残虐なものだ」「C殺害事件は確定的殺意、E殺害事件は未必の殺意に基づくものだが、E殺害事件の方が犯情が重い」「重大凶悪な殺人罪を2件も犯しながら否認を続け全く反省しない態度は、社会における再犯の恐れを如実に表すものであり、被告人の矯正はもはや不可能」「傷害事件の保護観察付き執行猶予期間中の2年間に、2人もの者を殺害し、しかもその数年後、先の2件の事件を反省することなく、2人の若者に対し熱傷などの傷害を負わせた。凶悪重大な犯罪であり、被告の犯罪性行は根深く、殺人事件2件に関して反省の態度を全く示していないことなどに照らすと、死刑が人命をはく奪する究極の刑罰であってその適用には慎重であるべきことを十分に踏まえた上でも、被告の罪責はきわめて重大だ。罪刑の均衡および一般予防の見地からも死刑をもって臨むほかない」と述べた。
Nは判決を不服とし、無罪を主張して控訴した。しかし2003年9月10日、東京高等裁判所（白木勇裁判長）は、一審と同じく無罪主張を退けてNの控訴を棄却し、死刑判決を支持する判決を言い渡した。
無罪を主張していたNは最高裁判所へ上告した。上告審弁論で弁護側は無罪を主張し、第一審判決および控訴審判決の破棄を求めた。一方、検察側は上告の棄却を求めた。
2006年10月12日、最高裁判所第一小法廷（才口千晴裁判長）は、一、二審の死刑判決を支持し、Nの上告を棄却する判決を言い渡した。判決で才口裁判長は、関係者の証言を根拠に弁護側の無罪主張を退けた。C殺害について「確定的な殺意に基づく残忍な犯行で、動機などに酌むべき点はない」と指摘。E殺害事件は「なぶり殺しにほかならず、非人間的で冷酷、非情というほかない」と断罪した。そして、「被告人Nと別れたがっていた妻Cに加え、服従させていた男性Eも虐待の末になぶり殺した。2人の尊い生命を奪った結果は非人間的で責任は極めて重大。遺族の被害感情も厳しい。その後も同様の傷害事件を重ねており、生命に対する尊重を欠く傾向は根深く、犯行当時若年だったことなどを考慮しても死刑はやむを得ない」と判決理由を述べた。これにより、被告人Nの死刑が確定した。
現在、Nは死刑囚として東京拘置所に収監されている。